# Țăranul Japoniei medievale
Țăranul Japoniei medievale
Reforma Taika din anul 645 a consfințit introducerea sistemului politic și administrativ chinez în arhipelagul nipon. Noul regim era însă o combinație între regimul chinez și cel japonez tradițional. Ocupațiile de bază erau: agricultura, pescuitul, creșterea vitelor, vânatul, exploatarea pădurilor. Țărănimea trăia în comunități, presta servicii feudale, deși iobăgia n-a îmbrăcat o formă juridică, desprinzându-se țăranii înstăriți. 
În conformitate cu reformele efectuate în secolele VII-VIII, în Japonia a fost creat un stat centralizat. Noua structură administrativ centralizată avea la bază principiul teritorial. Unii țărani își părăseau loturile și plecau în interiorul țării sperând, probabil, să găsească acolo pământuri noi pe care să le cultive și să devină agricultori liberi. Economia Japoniei secolului al VIII-lea era una naturală. Țărănimea era cea mai importantă stare productivă a societății japoneze medievale. Agricultura era baza societății și era încurajată pe toate căile prin menținerea micilor gospodării țărănești de 1 cho (1 cho = 2,45 acri).
Moștenind puterea economică și politică formată anterior, starea dominantă a început să cultive pământuri noi, aflate dincolo de limitele loturilor (kanden). Astfel a desființat sistemul loturilor și a instituit proprietatea privată asupra pământului, iar în secolele X-XII, moșiile au devenit forma predominantă de gospodărie. 
Pe vremea lui Toyotomi Hideyoshi (1582-1598), populației de la țară și de la oraș îi era interzis, prin decretul “katanagari”, să dețină arme. Cu toate aceste, Toyotomi Hideyoshi, care provenea din rândurile țăranilor a atras în armata sa un mare număr de țărani. Viața comunităților sătești din Japonia perioadei Tokugawa (1603-1868) s-a desfășurat în cadrul sistemului politic al vremii: exista structura comunității sătești, sistemul de control al statului asupra comunității sătești și sistemul de control din comunitatea sătească însăși.
În secolul al XVII-lea s-a instaurat un nou sistem, în virtutea căruia majoritatea locuitorilor erau legați de pământ. Și politica impozitelor s-a schimbat, acestea fiind alcătuite din renta în alimente, care atingea circa două treimi din recoltă, în special din cea de orez. E interesant de menționat faptul că țăranii trebuiau să cultive orez în mod obligatoriu.  
La vremea recoltatului oficialitățile făceau tururi de inspecție, iar dacă producția era considerată nesatisfăcătoare fie le majorau dările, fie îi obligau pe țărani la muncă forțată. Dările erau colectate adesea cu câțiva ani înainte. Se cultivau orezul (circa 177 de feluri), meiul, orzul, grâul, secara, varza, soia, arborele de ceai, dudul etc. Eleștee enorme situate între Nagasaki și Saga strângeau apele ploilor și ale izvoarelor de pe povârnișurile munților, folosind-o la cultura orezului. Grație extinderii irigațiilor sute de noi sate au luat ființă în perioada 1650-1850. Orașele aprovizionau cu apă satele deficitare. 
Casa țăranului avea podea pământul de jos, încăperi despărțite de pereți de bambus sau împletituri de trestie. Imediat la intrarea în casă exista o vatră, iar în spate, o încăpere în care dormea familia pe paie și rogojini (tatami). Dacă țăranul adăuga o cameră la casa lui se punea un impozit pe ea. 
Omul din popor purta un pantalon strâns deasupra pulpei, o bluză, o vestă largă strânsă la gât, totul de culoare închisă: roșu sau violet. Când nu umbla cu capul gol, ceea ce era regula, purta o pălărie neagră. În picioare, când nu umbla desculț, purta sandale de pai sau, pe vreme de ploaie, sandale de lemn fixate pe două plăci transversale, care formau talpa. Foloseau și umbrele de hârtie sau de pânză, impermeabilizate cu ulei. Femeile îmbrăcau un kimono simplu cu mâneci scurte, strâns la mijloc cu un cordon îngust și un șorț. 
Nașterea copilului era ținută, un timp, în secret. Satul nu trebuia să afle evenimentul și nimeni nu putea vizita mama, devenită “impură” prin actul nașterii. În timp ce femeia năștea, în fața casei un călugăr-războinic, sau tatăl copilului, făcea să vibreze coarda unui arc, spre a ține la distanță spiritele rele. A treia zi de la naștere i se dădea copilului un nume. Urma ritualul “purificării” conform căruia timp de 30 de zile nu ieșeau din casă nici mama nici copilul. Se credea că sufletul copilului nu era încă bine fixat de corp. I se tăiau apoi copilului câteva șuvițe de păr, se puneau într-o cutie și se îngropau, încredințând astfel noul născut spiritelor protectoare. Nașterea de gemeni era o rușine pentru părinți. 
O distracție preferată a băieților era să prindă libelule, iar a fetițelor, să adune licurici. Copiii țăranilor rămâneau acasă să-și ajute părinții, întrucât școli sătești nu existau. Vârsta majoratului era fixată la 13 ani, iar de acum încolo fetele nu se mai puteau juca împreună cu băieții. În cadrul unei ceremonii se dădea băieților un nume de bărbat sau o poreclă, iar fetele din popor își înnegreau dinții și își legau părul în coc.
Căsătoria era aranjată de părinți, dar puteau avea loc și “căsătorii pe furate”; funcționa de asemenea și “căsătoria de probă”. Vocea femeii era ascultată în luarea hotărârilor mai importante, situația femeii fiind mai apropiată de poziția soțului.